# (833) Monica
(833) Monica ist ein Asteroid des Hauptgürtels, der am 20. September 1916 vom deutschen Astronomen Max Wolf in Heidelberg entdeckt wurde.
Die Herkunft des Namens ist unbekannt.